# Samuel Adams
Samuel Adams (Boston, 27 de septiembre de 1722-2 de octubre de 1803) fue un hombre de Estado estadounidense, un filósofo político y uno de los padres fundadores de los Estados Unidos. Fue un político de Massachusetts, que se convirtió en la Revolución estadounidense en un líder del movimiento, así como uno de los arquitectos de los principios del republicanismo estadounidense que moldeó la cultura política de los Estados Unidos. Era primo segundo del presidente John Adams.

## Biografía
Fue uno de los doce hijos de Samuel Adams y Mary Fifield, sólo tres vivirían más allá de su tercer cumpleaños. Sus padres eran puritanos devotos miembros de la Old South Congregational Church. Tras estudiar en el Harvard College y cursar la carrera de Derecho, ejerció diversos oficios y se introdujo en la vida política de Boston. Desde 1765 hasta 1774 fue miembro de la Cámara de Representantes de Massachusetts y encabezó la facción más radical, que pedía el boicot a los productos británicos y al pago de impuestos.
Adams fue fundador, junto con John Hancock, de la sección bostoniana de los Hijos de la Libertad, organización creada para proteger los derechos de los colonos frente a los abusos de la corona, Adams estuvo a la cabeza de los estadounidenses que desafiaron la autoridad del Parlamento británico y dirigieron el movimiento independentista.
Consideraba que el Parlamento inglés no tenía ningún derecho para legislar en las colonias, pero era un político demasiado astuto como para hacer público este planteamiento antes de lograr la adhesión de la mayor parte de la población, ya que su postura significaba el primer escalón hacia la independencia.
Independentista convencido, Adams fue uno de los inspiradores del motín del té de Boston, en 1773. Realizó, asimismo, una activa labor de propaganda política y fue miembro del Congreso Continental de Filadelfia. Participó, igual que su primo John Adams, en el proyecto de la constitución de la comunidad de Massachusetts y fue uno de los votantes de la declaración de independencia de 1776.